# Rouge sang (film, 1970)
Pour plus de détails, voir Fiche technique et Distribution.
Rouge sang (Rote Sonne) est une comédie dramatique allemande réalisée par Rudolf Thome. Il a été tourné en 1969 et sort en septembre 1970 sur les écrans de la République fédérale d'Allemagne. Le rôle principal féminin est attribué à la militante soixante-huitarde Uschi Obermaier et le film aborde la question de l'émancipation féminine par la violence.

## Synopsis
Peggy, Sylvie, Isolde et Christine, quatre jeunes et sexy colocataires d'un appartement à Munich, séduisent les hommes et les assassinent cinq jours après les avoir rencontrés. Mais quand Peggy rencontre Thomas, elle ne peut pas se résoudre à le tuer.

## Fiche technique
- Titre original : Rote Sonne
- Titre français : Rouge sang
- Réalisation : Rudolf Thome
- Scénario : Max Zihlmann
- Photographie : Bernd Fiedler
- Montage : Jutta Brandstaedter
- Musique : Jean Sibelius
- Producteur : Heinz Angermeyer
- Sociétés de production : Independent Film
- Société de distribution : Alpha Films
Arthaus Filmverleih (DVD)
- Format : 35 mm -  1.66:1 - couleur
- Pays d'origine :  Allemagne de l'Ouest
- Langue originale : allemand
- Genre : Comédie dramatique
- Durée : 89 minutes
- Dates de sortie[1] :
  - Allemagne de l'Ouest : 1er septembre 1970

## Distribution
- Marquard Bohm : Thomas
- Uschi Obermaier : Peggy
- Sylvia Kekulé : Sylvie
- Gaby Go : Isolde
- Diana Körner : Christine
- Henry van Lyck : Lohmann
- Hark Bohm : Étudiant de gauche